# 小野晋
小野 晋（おの すすむ、1918年3月29日 - 2001年9月20日）は、日本の経営者。日本郵船社長、会長を務めた。大分県出身。

## 経歴
1941年に東京帝国大学法学部法律学科を卒業し、同年に日本郵船に入社。1969年5月に取締役に就任し、1971年5月に常務、1975年5月に専務を経て、1976年5月に副社長に就任し、1978年6月には社長に昇格。1984年6月に会長に就任し、1989年6月に相談役に就任。
1980年4月に藍綬褒章を受章し、1988年4月に勲二等旭日重光章を受章。
2001年9月20日に肺炎によって死去。83歳没。